# Krasznay Gábor
Krasznay Gábor Imre (1821 – Nyíregyháza, 1890. szeptember 27.) ügyvéd, megyei főjegyző, honvédszázados, Szabolcs megye honvédegyletének elnöke és Nyíregyháza polgármestere (1873–1890). Az 1848/1849-es forradalom és szabadságharc idején a 48. honvédzászlóalj főhadnagyaként szolgált, egészen a komáromi vár 1849. október 2-es feladásáig. 1873. január 9/10-én választották meg Nyíregyháza polgármesterévé. Az 1870-es években többek közt az ő hozzájárulásával vált 1876-ban a város megyeszékhellyé. Római katolikus vallása ellenére sikeresen vezette az evangélikus többségű várost.
1885. nyarán szélütés érte, és 1890. szeptember 27-én halt meg. Utódjául a már Krasznay betegsége alatt is munkálkodó Bencs Lászlót (1890–1901) választották.

## Élete

### Származása, családja
A Krasznay családról az első visszavezethető okmány 1461-re tehető, egy K. Litteratus András nevű felmenőig. A Krasznay-ak I. Miksa királytól 1573. szeptember 20-án kapták címeres nemesítő levelüket, Kraszna, Szatmár és Szabolcs vármegyékben voltak földbirtokosok. Krasznay Gábor apja, Krasznay Ferenc (1780-1846) szigorú katolikus nevelésben részesítette, anyja marusi Olasz Erzsébet (1797-1852), régi kemecsei nemesi család sarja volt. 10 testvére közül ő volt a családban az ötödik. Fivérei közül jó kapcsolatot ápolt Krasznay Péterrel és Krasznay Ádámmal. 1873-ban feleségül vette Nagy Gizellát, de gyermekük nem született.

### 1848/1849 alatt és után
Az 1848/1849-es Forradalom és Szabadságharcban, Nagykállóban 1848. szeptember 10-én alakult meg a 48. zászlóalj, ahol főhadnagyként, 1849. június 1-től századparancsnokként szolgált. A zászlóalj végül október 2-án Komáromban tette le a fegyvert, ahonnan saját kocsijával tért haza birtokaira. 1849. novemberétől, az önkényuralom idején nem vállalt hivatalt, Nyíregyházán ügyvédi irodát vezetett. Rendszeresen találkozott bajtársaival, gyakran meglátogatta Gáván élő parancsnokát, Rakovszky Sámuel ezredest.

## Munkálkodása

### Választása
Az 1867-es Kiegyezés után lehetőség nyílt Magyarország, így Szabolcs vármegyéjének újrarendezésére is. A megye alispánja Bónis Barnabás lett. Krasznay már ekkor kiemelkedő tagja a város polgári életének; választásával egyetemben a városi iskolaszék elnöke, 1870 és 1874 között a Polgári Olvasó Egylet elnöke, később a kaszinó-egylet választmányának tagja volt. Szabolcs vármegye számára két lehetőség állt székhelynek: Nagykálló és Nyíregyháza. Az 1871. XXXI. törvény azonban ez utóbbit tette meg a megyei bíróság székhelyéül – alapot adva később a város megyeszékhellyé tételének.
Bónis Barnabás hozzájárulásával, a közbizalom 1873. január 9-én Krasznay Gábort választotta Nyíregyháza polgármesterének. Nyíregyháza ekkor főként evangélikus-református vallású volt, és konfliktusok forrását lehetett előrelátni Krasznay római katolikus jellemével szemben, és először ő sem igényelte a hivatalt. Lukács Ödön kortárs történetíró így írja le választásának körülményeit:
E hó hátra levő része nagy részben a tisztviselők jelölésével folyt le. Nagy gondot adott a polgármester választásának kérdése. A helyzetet uraló párt köztiszteletben álló s nagy népszerűségnek örvendő elnöke Krasznay Gábor körül csoportosult, fel is szólittatott a jelöltség elfogadására, azonban ő hivatkozva különösen nyilvános szereplésre nem vágyakozó természetére, továbbá anyagi helyzetére, a jelöltséget elfogadni sok ideig vonakodott; úgy, hogy hosszas kérelem után csak is a minden oldalról reá nyomakodó erkölcsi pressió hatása alatt inkább kényszerűségből, mint jókedvéből vállalta azt el s el kell ismerni, hogy nagy áldozatot hozott, egyéni helyzetét tekintve, midőn végre'a bizalomnak engedve, a jelöltséget elfogadta.

### Polgármesterként
Polgármestersége alatt lett végül 1876-ban Nyíregyháza megyeszékhely; ő vette át a mai formájában látható, emeletessé átépített városházát, és adta át egy részét a mai megyeháza felépítéséig a megyei hivatalok számára. Az 1876. december 7-én elhunyt Deák Ferenc temetésén ő képviselte Nyíregyházát. Az ő idején épült a honvédlaktanya, a törvényszék épülete és a fegyház a mai református templom, a közvágóhíd. 1886-ban a városi gőz- és kádfürdő, a közraktár (a volt Vasvill Depó), 1884-ben a Népkert – park a vasútállomás mellett. Ekkor épült a mátészalkai-nyíregyházi vasútvonal és a városi zsinagóga is. 1885. januárjában szélütés éri Krasznay-t, munkáját helyettese, Bencs László veszi át. Lebetegedése után egy Somogyi Gyula nevű városi képviseleti tag egy vád-kérvényt nyújtott be Krasznay ellen, melyben "kötelesség mulasztással" vádolja meg a polgármestert. A kérvényt 200 másik képviselő nevében nyújtotta be, azonban csak az ő aláírása szerepelt a papíron, így a vád hamar semmissé vált.

### Halála
Hosszas betegeskedése után 1890. szeptember 27-én hunyt el. Sírja már nem lelhető fel. Keipert László festőművész az 1920-as évek elején készítette el portréját, amely a városházán látható. Borovszky Samu így ír haláláról:
Krazsnay Gábor, előbb ügyvéd, 1861-ben a rövid alkotmányos nera alatt, megyei főjegyző, a szabadságharcz idején honvédszázados, majd a megyei honvédegylet elnöke, 1873. jan. 4-től, közel 18 éven át volt e város polgármestere . 1890. szept 27-én tették sírjába a közügyek derék harczosát, 71 éves korában. Nehéz viszonyok között ült székében; a nagy alkotások egész lánczolata azon 17 év, melyben e város ügyeit vezeté.
Így folytatja írását a város jövőjéről:
Utódjául, nov. 20-án, Bencs Lászlót, kipróbált régi tisztviselőjét emelte a város polgármesteri székébe. Nagy feladatok megoldása nagy erőt kívánt e helyre, ki a kulturális tényezők irányításának, előmozdításának, együtt való fejlődésének, egészséges arányosításának főintézője.